# 青龙藤
青龙藤（学名：[Biondia henryi] 错误：{{Lang}}：文本有斜体标记（帮助））是夹竹桃科秦岭藤属的植物，是中国的特有植物。分布在中国大陆的安徽、四川、江西、浙江等地，生长于海拔420米至900米的地区，见于山地疏林中，目前尚未由人工引种栽培。

## 异名
- Biondia henryi (Warb. ex Schltr. et Diels) Tsiang et P. T. Li var. longipedunculata M. Cheng et Z. J. Feng